# Uma inornata
Uma inornata és una espècie de sauròpsid (rèptil) escatós rèptil de la família Phrynosomatidae que habita a la vall de Coachella (comtat de Riverside, sud de Califòrnia, els Estats Units).

## Morfologia
Fa 11,5 cm de llargària total. Cos cobert d'escata|escates petites i llises. Cua més llarga que la resta del cos, ampla i plana.

## Ecologia
Està molt adaptat a viure en entorns de dunes i sorres movents entre 0 i 490 m d'altitud. Menja principalment insectes i, en segon terme, flors i fulles. És conegut, també, per alimentar-se de les cries d'altres llangardaixos i de la seua pròpia pell quan realitza la muda. Cerca refugi i esdevé inactiu amb la calor i el fred extrems. És actiu principalment quan la temperatura de l'aire és de 22-39 °C.
Entre l'abril i l'agost pon entre 2 i 4 ous, els quals es desclouran entre el juny i el setembre. Arriba a la maduresa sexual al cap de dos anys. Durant els períodes de sequera, la seua capacitat reproductiva minva.
La seua distribució històrica era, si fa no fa, de 700 km², però actualment només ocupa una àrea de 130. La seua principal amenaça és la destrucció de l'hàbitat a causa del desenvolupament humà (agricultura, urbanització i construcció d'edificis, carreteres i ferrocarrils) i la invasió d'espècies vegetals exòtiques.